# Коліївщина
Колії́вщина — козацько-селянське національно-визвольне повстання у Правобережній Україні у 1768—1769 роках. Спровоковане національним і релігійним гнітом правобережного українського населення в Речі Посполитій.
Очолив це повстання послушник Мотронинського монастиря, запорожець Максим Залізняк, а його найближчим сподвижником став сотник уманської надвірної міліції Іван Ґонта.
Коліївщина стала найвищим етапом гайдамацького руху. У відповідь на реакційну політику Речі Посполитої повстанці почали виганяти унійних священників та винищувати римо-католицьке та єврейське населення в Київському і Брацлавському воєводствах. Повстання було придушене російськими військами (спільно з коронними військами та Військом Запорозьким Низовим), а гайдамацькі ватажки — страчені або заслані на Далекий Схід.

## Назва
Коліївщина, за версією, що найчастіше зустрічається в науковій і художній літературі, походить від слова «колій», яким в українських селах і донині називають людей, відповідальних за забиття свиней, які вміють робити це найбільш професійно і швидко. У творі Тараса Шевченка згадується процедура освячення ножів на означення міжетнічної та релігійної складових повстання. Прихильниця цієї версії трактування назви Наталя Яковенко у своїй книзі «Нарис історії України з найдавніших часів до кінця XVIII століття» наводить такі слова Максима Залізняка:
|  | «...поляків, жидів, та тих, котрі у служінні конфедератів були віри грецької, поколото чимало, а скільки - точно не знаю, проте гадаю, не менше як усіх чоловічої і жіночої статі, включно немовлят, тисячі дві поколото»Оригінальний текст (рос.) «...поляков, жидов, а притом и тех, кои во услужении конфедератов были веры греческой, поколото немалое число, а сколко — заподлинно знать не могу, однако думаю, не менее как всех мужеска и женска пола, даже до сущих младенцев, тысечи две человек поколото» |

Порівняно з попередніми виступами гайдамаків Коліївщина мала ширшу соціальну базу, вищий рівень організації (наявність єдиного керівного центру, поділ війська на окремі підрозділи тощо) та ідеологічну спрямованість. Гайдамаки обґрунтовували свої дії як визвольну війну проти тих, кого вони вважали загарбниками і пригноблювачами — великих землевласників, управителів маєтків і їхніх прибічників (більшість з яких в ті часи були поляками і євреями).
За іншою версією назва «Коліївщина» можливо бере свій початок від польських слів «kolej», «po kolej», «kolejno», що означали несення надвірної козацької служби при магнатських помістях — «slużba kolejna». Надвірну міліцію у XVIII столітті називали колійцями. Тобто Коліївщина — це повстання надвірних козаків.

## Передумови повстання
|  | Парафіяни візантійського східного обряду становили масу людей неприхильних до Речі Посполитої, особливо на окраїнах, де вони становили компактну більшість. З переходом Києва до Росії (згідно з угодою про Вічний мир 1686 року) вони втратили моральну опору в Речі Посполитій, отож відтоді почався чисельний перехід цілих парафій до унії; щоправда релігійні переконання щойно навернених відрізнялися надто великою неусталеністю, в глибині їхніх сердець дрімали прихована симпатія до віри предків та лагідність до недавніх традицій козаччини. Крім того, уряд Речі Посполитої зробив жахливу помилку, дозволяючи визнання суверенітету дизунітського Могильовського єпископа Київського архієпископату, що був поза межами Республіки; наступне те, що стерпів присвоєння іноземним переяславським єпископом влади над православною Україною та Поділлям. Внаслідок такої опіки сусідської Росії виникли найбільш нездорові стосунки. Ця справа першочергової ваги стала зрозумілою тільки під час Чотирирічного сейму 1788—1792 рр., коли, на жаль запізно, виникла думка підпорядкувати дизунітів Константинопольському патріархату. До речі, звернімо увагу, що пізніше в добу Царства Польського, яке прецінь мало так мало православного народу, одним з найважчих людей тієї епохи, князем Франчішеком Ксаверієм Друцьким-Любецьким, у 1829 році була висловлена думка про усунення залежності дизунітів від петербурзького Синоду і визначення окремого для Царства Польського архієпископа. Як тільки єпископом у Переяславі став Гервасій Линцевський (27 липня 1757), розпочалася наполеглива релігійна пропаганда, звичайно, непозбавлена політичних намірів. Активну допомогу в цій місіонерській роботі надав надалі моральний натхненник гайдамацького руху в 1768 році Мельхіседек Значко-Яворський, ігумен Мотронинського монастиря, розташованого в Жаботинському ключі. Він розпочав свою діяльність з розповсюдження сфабрикованих новин про парафіян латинського обряду та з відповідних винагород за навернення наддніпрянських парафій. 1765 року він вирушив до Варшави, де отримав від Станіслава Августа грамоту, яка забезпечувала свободу визнання дизунітів. Звідтоді пропаганда Яворського почала значно посилюватися; погоджено діючи з відомим Георгієм Кониським, Могильовським архієпископом, Мельхіседек почав бурхливу агітацію по всій Україні. |

У лютому 1768 року під тиском російського уряду король Речі Посполитої Станіслав Понятовський підписав трактат про формальне зрівняння у правах з католиками вірян православної і протестантської церков. Значна частина шляхти Речі Посполитої була незадоволена цим трактатом. Під гаслом захисту католицизму, шляхетських прав і звільнення Речі Посполитої з-під впливу Російської імперії у місті Барі на Поділлі (29 лютого 1768), стався вибух Барської конфедерації. Конфедерати стали катувати і грабувати українське населення, руйнувати православні церкви і монастирі на Київщині, Поділлі і Волині.
|  | Цей рух по суті справи мусив повернутися проти зусиль Яворського та Лінцевського. Звідсіля з’явився проєкт Мельхиседека закликати до бунту проти поляків за віру, до якого почав намовляти колишнього ченця Мотронинського монастиря Максима Залізняка, показавши йому занадто підроблений указ імператриці Катерини, який закликав до збройної розправи з «ляхами». Ця ідея впала на благодатний ґрунт. Народ український добре пам'ятав традиції козаччини, невігластво, старі спогади безкарної сваволі та свободи, нарешті щойно розбурханий релігійний фанатизм призвів до спалаху бійні. По сьогоднішній день гайдамаччина ретельно не досліджена. Наскільки вплив релігійної агітації не підлягає сумніву, настільки причетність російської влади до цього руху не була належно висвітлена у подробицях. Депутація Чотирирічного сейму призначена для розслідування справи бунту на підставі показань очевидців визначила, що серед гайдамаків були російські офіцери та солдати. Цей факт, здається, немає заперечень, проте з іншого боку, слід зазначити, що фельдмаршал Рум'янцев у своїх офіційних інсинуаціях називає вищезгадані факти звичайним дезертирством, наказуючи втікачів схопити і вчинити з ними жорстокіше, ніж з ворогом. |

Підозрілим щодо причетності російської влади та церкви є й такий факт:
|  | Суду над Мельхіседеком та Гервасієм Линцевським не було взагалі. Гервасій був переведений до Києва із збереженням попереднього сану, Мельхіседек нібито поселився в Росії… |

### Щодо участіМельхиседека Значко-Яворськогов Коліївщині
|  | Більше терпіли, ще терпіть. Ховайтеся, утікайте, а до гайдамаків не приставайте. Наша справа судом доходить та терпінням. Краще безневинно постраждати, чим винуватцями жити |

Мельхиседека в 1768 році на правобережній Україні не було. З 1766 року, видворений із Правобережжя повстанцями Захара Харка, він перебував у Михайлівському монастирі Переяслава, тож до організації повстання надвірних козаків він не був причетним. Мельхиседека пізніше звинувачували в тому, що він сам склав грамоту для Залізняка, підмовив його стати на чолі повстання, та з благословення Гервасія дав грошей для найму козаків та гайдамаків. Один із головних біографів життя Мельхиседека — Яновський, що майже одразу по смерті ігумена створив його життєпис, не дає ствердної відповіді щодо участі Мельхиседека в Коліївщині. Сучасні дослідники повністю відкидають його участь у повстанні.
Мельхиседека Синодальним указом від 30 жовтня 1768 року було призначено ігуменом Михайлівського монастиря Переяслава, але після смерті Линцевського 1769 року було переведено на «ряд обыкновенных служебных лиц и в своей деятельности не выступал уже из узкой сферы монастырской деятельности». 93-річний Мельхиседек помер у Глухівському Петропавлівському монастирі 14 червня 1809 року.

## Хід повстання

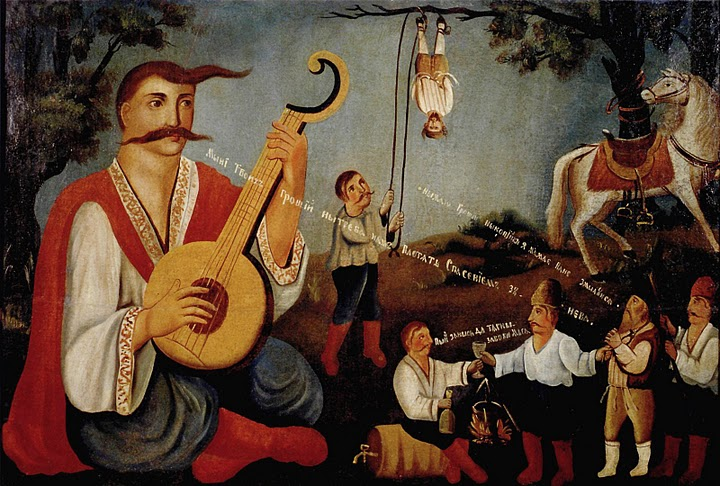
Козак Мамай на тлі гайдамаків, що страчують євреїв-орендарів.

Восени 1767 року в монастирях Придніпров'я під виглядом послушників оселилась група запорозьких козаків. Її ядро складалося з восьми осіб, серед яких Максим Залізняк, Кіндрат Лусконіг, Микита Швачка, Андрій Журба, Василь Бурка, Дем'ян Чернявщенко та Іван Бондаренко. Очолював групу Йосип Шелест. Саме вони починали агітувати українців до повстання. Так, Шелест закликав селян до повстання проти шляхти Речі Посполитої, посилаючись на лист кошового Січі Петра Калнишевського.
Після смерті Шелеста від випадкового пострілу Кіндрата Лусконога між 20 та 23 травня 1768 року на чолі повстанців став Максим Залізняк.
26 травня (6 червня) гайдамацький загін вирушив у похід з урочища Холодний Яр під Чигирином. Повстанське військо здобуло Жаботин, Смілу, Черкаси, Богуслав, Канів, Лисянку. Сили повстанців швидко зростали. На початку червня 1768 року повстанське військо наблизилося до Умані, яка належала київському воєводі Францішеку Салезію Потоцькому. Проти гайдамаків Максима Залізняка шляхта вислала полк надвірних козаків на чолі з уманським сотником Іваном Гонтою. Проте Гонта разом з козаками перейшов на бік повсталих і розпочав наступ 9(20) червня 1768 року на Умань.

### Взяття Умані

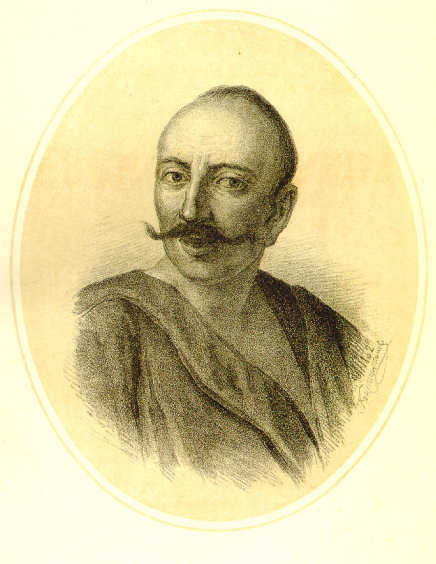
Уманський сотник Іван Гонта

Після здобуття 10(21) червня Умані повстанські загони розташувались табором поблизу міста. Рада повстанців обрала М.Залізняка гетьманом і князем Смілянським, а І. Гонту — полковником і князем уманським.
Гайдамацьке військо поділялося на 16 сотень на чолі з сотниками. Військова і цивільна влада зосереджувалась у канцелярії при повстанському війську. У червні—липні 1768 р. на Правобережжі діяло близько 30 загонів на чолі з гайдамацькими ватажками Микитою Швачкою, Андрієм Журбою, Семеном Неживим, П. Тараном, С. Лепехою, Іваном Бондаренком, Я.Релятеєм, Н. Москалем та іншими. Повстання загрожувало перекинутися на власне землі Речі Посполитої, Лівобережну Україну і на Запорожжя. За цих умов російський і польський уряди вирішили спільними зусиллями вести боротьбу проти повстанців. У другій половині червня 1768 р. російські війська разом з армією Речі Посполитої розпочали каральні акції проти гайдамаків.
26 червня (7 липня) 1768 р. російські частини оточили повстанський табір і по-зрадницькому схопили керівників повстанців М. Залізняка, І. Гонту та С. Неживого, а їхні загони роззброїли.
Після повідомлення про захоплення М. Залізняка та І. Гонти в Фастові відбулася чергова рада повстанців. Рада проголосила полковником Микиту Швачку, підполковниками було обрано Івана Бондаренка і Андрія Журбу. Гайдамаки оголосили своїми ворогами не тільки поляків і євреїв, а ще й росіян, з якими до того бойових зіткнень уникали.
У польській мемуарній літературі збереглося повідомлення, що в середині літа 1768 року хтось почав серед народу розкидати прокламації. У листах тих говорилося:
|  | Не тільки лях, але й москаль є ворогом народу. Тож не належить прислужуватися їм обом, тому що тільки звільнившись від них, хлоп руський одержить необмежену свободу». |

Підписував заклики козак Іван Бондаренко. Ці листівки мали несподіваний ефект: гайдамаки почали атакувати дрібні
гарнізони російських військ, так що ті почали просити допомоги у поляків.
5—6 липня 1768 року об'єднане повстанське військо на чолі з Микитою Швачкою обложило Білу Церкву, де перебував російський гарнізон. Після невдалого штурму білоцерківського замку повстанці вирішили підкріпити свої сили. Швачка пішов на південь, Бондаренко — на північ, а Журба розбив табір у селі Блощинці, неподалік Білої Церкви.

## Придушення повстання

Район Коліївщини

9 липня 1768 полковник Микита Швачка пораненим був захоплений у полон солдатами Московського карабінерного полку поблизу м. Богуслав. Разом із 68-ма полоненими козаками та «двома знаменами» відправлений до Києва в розпорядження київського генерал-губернатора Ф.Воєйкова. Решту гайдамацьких загонів було розбито в боях. Останній полковник повстання надвірних козаків Іван Бондаренко, що прийняв булаву в рідному селі Грузька, що на Київщині, був підступно схоплений у Макарові 20 липня 1768 року сотником корнинських надвірних козаків Данилом Щербиною. Страчений у Чорнобилі 8 серпня 1768. Проте, остаточно повстання надвірних козаків було придушено тільки у квітні—травні 1769 р. російським генералом М. Кречетниковим.
Широке використання запорозьких звань, атрибутів та невизнання влади кошового отамана низовців призвели до активної боротьби Війська Запорозького Низового проти повстанців. Запорозький Кіш на чолі з Калнишевським разом із російськими коронними військами виступив на придушення Коліївщини. Внаслідок експедицій січова в’язниця (пушкарня) була вкрай заповнена полоненими гайдамаками. 26 грудня 1768 у Новій Січі частина козаків соціально-політичні та економічні причини влаштували повстання знане як «бунт сіроми» внаслідок якого козацька старшина була скинута, а гайдамаків було звільнено. Заворушення тривали до весни наступного року і закінчились поразкою повстанців.
Каральні війська Речі Посполитої жорстоко розправлялися з повстанцями. Гайдамаків тисячами вішали, відтинали їм голови, садили на палі. Так, лише за рішеннями призначеного королем судді Ксаверія Браницького, який судив переданих коронним властям захоплених російськими військами 1954 повстанців: 200 в'язнів відіслати на роботи до Львова, а 700, як це він сам подає у звіті королю, він «покарав найжорстокішою смертю». Стільки ж було з його доручення повішено по різних містах України. Решту він передав коронному судові в Кодні. Із 336 справ, реєстр яких зберігається, 151 відрубано голови, 57 повішено, 9 четвертовано, одного — українського шляхтича Чоповського, що був помічником полковника Неживого, — посаджено на палю.
Після сильних тортур у с. Сербах, І. Гонта був страчений. М. Залізняка, М. Швачку та інших учасників повстання, які були жителями Лівобережної України і Запорожжя, судила Київська губернаторська канцелярія. Вони були засуджені до тілесного покарання (удари нагаєм, виривання ніздрів, випалення тавра на чолі й щоках) і заслання на досмертну каторгу в Сибір до Нерчинська. За іншим джерелом:
| Залізняк, як російський підданий, був відправлений до Москви, але у дорозі за допомогою ув'язнених роззброїв солдатів і втік, пійманий потім нібито покараний батогами в Москві в 1769 або 1770 році.[14] |
Після страти захоплених учасників повстання російські та польські військові частини почали арешти за підозрою у причетності до повстання. Страти часто проводились без суду і тривали кілька років. Загалом було страчено близько 30 000 селян, а у самій Кодні близько 3000 учасників та підозрюваних у повстанні 1768 р.

## Зображення Коліївщини в літературі та мистецтві
Події Коліївщини та боротьба гайдамаків є важливою складовою історичної пам'яті українського народу. Так, Коліївщині присвятив один з своїх творів — поему «Гайдамаки» Т. Шевченко та польськомовний український письменник Міхал Грабовський оповідання «Коліївщина і степи».
Роман Миколи Глухенького «Коліївщина» описує своє бачення причин виникнення гайдамацького повстання 1768 року. У творі окрім голоти, наймитів, козацьких низів діють і конкретні історичні постаті — славнозвісні ватажки селянського руху Максим Залізняк, Іван Гонта, Семен Неживий.
У історичній повісті «Отаман Холодного Яру» Сергія Зінченко описані події визвольного руху на території Середнього Подніпров'я, яким керував один зі сподвижників Максима Залізняка — Семен Неживий
У 1933 році режисером Іваном Кавалеридзе було знято фільм «Коліївщина», головним героєм якого став Семен Неживий. Роль С. Неживого зіграв актор Олександр Сердюк

## СвідченняМихайла Чайковського
Михайло Станіславович народився недалеко від тих місць, де вирувала Коліївщина, в родині з українсько-польським корінням: 
| Я народився в селі Гальчині, Волинської губ., Житомирського повіту, у Коднянському приході, в 13 верстах від Бердичева, цього торгового Єрусалима Ізраїлю у придніпровській Русі, в 9 верстах от „святої“ Кодні, де карали гайдамаків Гонти та Залізняка мечем, колом та шибеницею у славу короля польського і Речі Посполитої. Такий жах був наведеним тоді на український люд, що до цього дня цей люд, промовляючи погрозу або прокляття, повторює: „щоб тебе свята Кодня не минула!“. |
Він з дитинства спілкувався з багатьма учасниками тих подій, які воювали з обох боків. Тому не дивно, що серед його документів збереглися цінні свідчення, які можуть допомогти сприяти відновленню історичної правди про ті страшні часи. Так, Михайло Чайковський особисто знав сина губернатора Младановича, похресника Ґонти, і з цього приводу у своїх спогадах зазначає наступне: 
| Був там також кс. Младанович, син уманського губернатора (управителя) під час різні; він був хрещеником Ґонти і був ним врятований. Тепер він був інвалідом монастиря і не ніс жодних обов'язків, а все тільки розповідав про уманську різню, про Україну, гайдамаків, Запоріжжя. Він все пам'ятав і все зображував у своїх розповідях живими фарбами. Дивна справа — він не висловлював ані ненависті, ані раздратування проти Гонти. Всю вину злочину він приписував Феліксу Потоцькому і шляхті Речі Посполитої. Ось слова, які я часто чув від нього: «навчили його читати, писати і потроху всяким наукам, а потім хотіли його бити, саджати в „гусак“; зробили його полковником, — а полковник він був справжній, тому що він краще знав військову справу, чим реґіментарі, бригадири і ротмістри, — а потім хотіли над ним познущатися, як над хамом, мужиком; і мураха кусає, якщо її зачіпають, а що вже людина, та й ще така як Ґонта? Пани наварили цього пива, а люд Божий повинен був його пити — і п'є, та ніяк не вип'є до дна». |

## Пам'ять

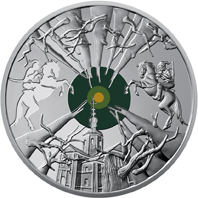
Реверс пам'ятної монети «Холодний Яр», яка присвячена, зокрема, й 250-літтю Коліївщини
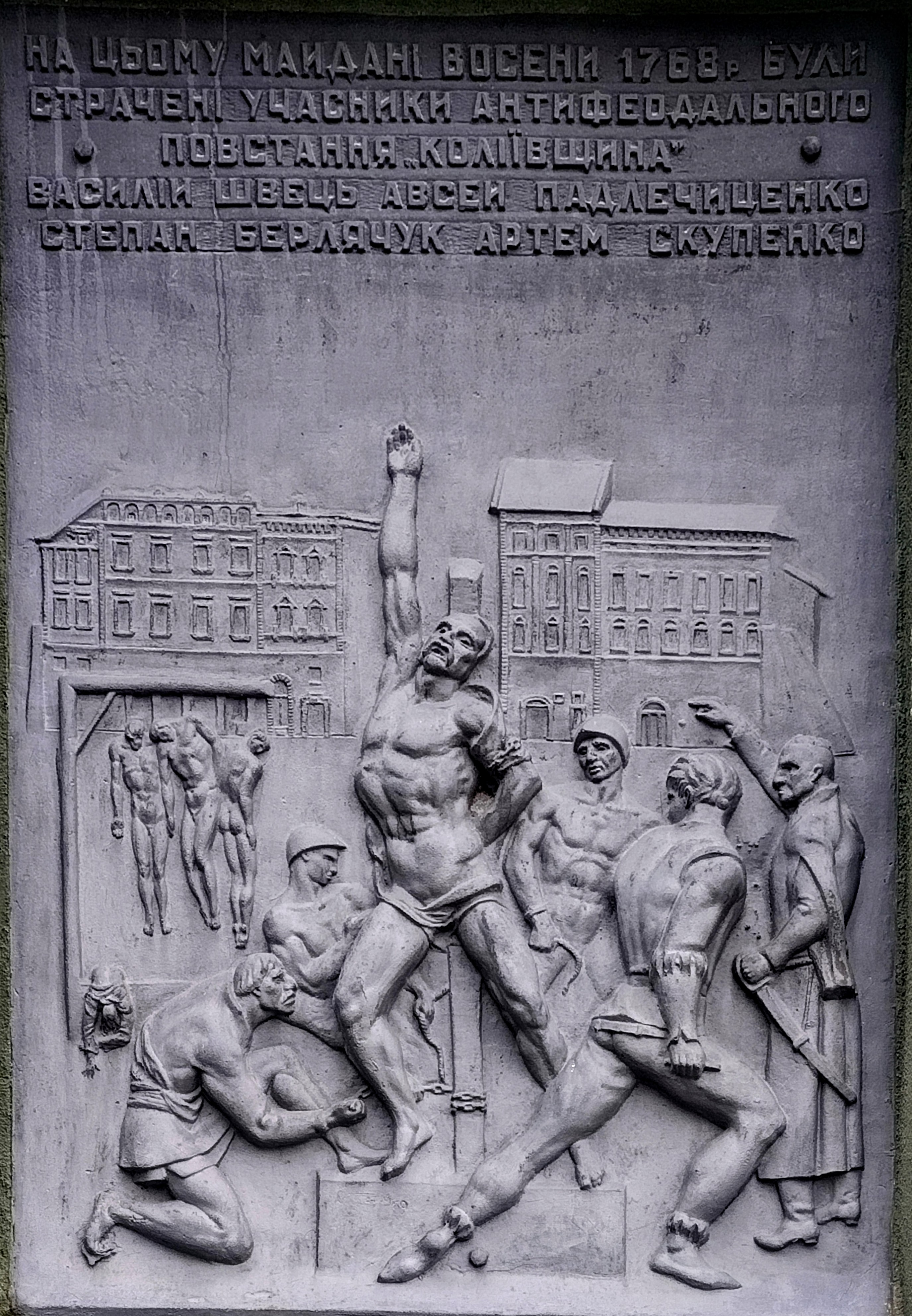
Пам'ятна дошка повстанцям Коліївщини на майдані Гайдамаків у Городку